# António Tânger Corrêa

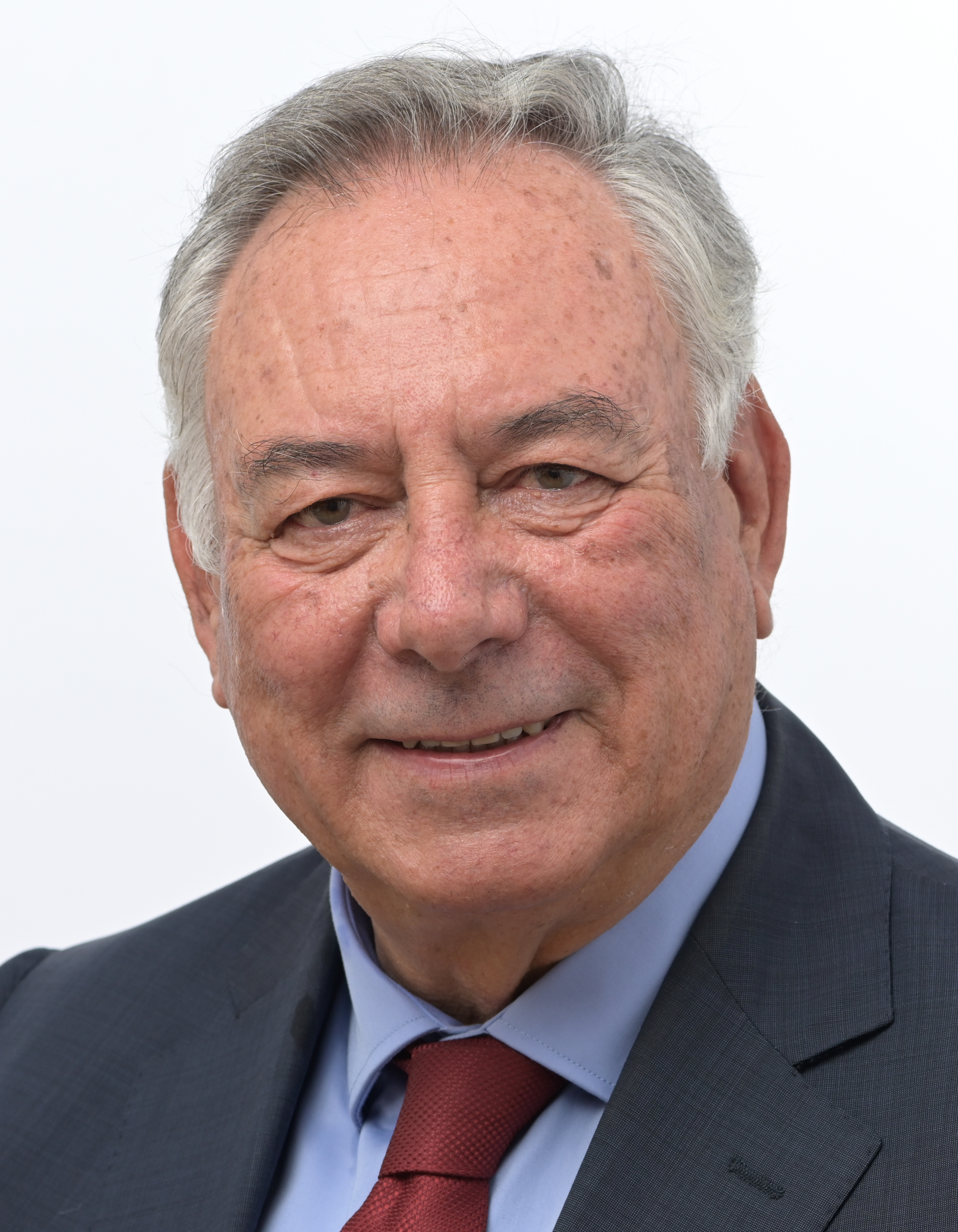
António Tânger Corrêa

António Manuel Moreira Tânger Corrêa, kurz António Tânger Corrêa (geboren am 24. April 1952 in Lissabon) ist ein portugiesischer Politiker und ehemaliger Karrierediplomat. Tânger Correa war über 40 Jahre lang im portugiesischen diplomatischen Dienst tätig und war unter anderem Botschafter Portugals in Serbien-Montenegro, Israel, Litauen, Ägypten und Katar. Seit 2020 ist er erster stellvertretender Vorsitzender der rechtspopulistischen Partei Chega. Für die Partei gewann er als Listenplatzerster bei der Europawahl 2024 ein Mandat und ist seitdem Mitglied des Europäischen Parlaments.

## Diplomatische Karriere
Nach der Nelkenrevolution 1974 trat Tânger Correa dem Jugendverband der damals zentristischen CDS-PP bei und wurde zum Generalsekretär der Organisation gewählt. Zur gleichen Zeit trat er dem diplomatischen Dienst Portugals bei. 1980 war Tânger Corrêa für ein Jahr lang stellvertretender Außenminister neben Außenminister Diogo Freitas do Amaral in der Regierung der Aliança Democrática unter Premierminister Francisco Sá Carneiro.
In den darauffolgenden Jahren absolvierte Tânger Corrêa verschiedene Stationen im Ausland. Von 1981 bis 1983 war Tânger Corrêa als erster Generalsekretär der Botschaft in Peking tätig. 1984 übernahm er den Posten des Generalkonsuls in Toronto. Während seiner Zeit in Toronto gelangt es ihm die portugiesische Community vor Ort von seiner Segelleidenschaft und seinem Traum an den Olympischen Spielen teilzunehmen zu begeistern, die daraufhin Spenden für ein Segelboot sammelte. Das erste Schiff wurde auf der Überfahrt zu einem Wettbewerb in den USA zerstört, woraufhin die Community eine weitere Spendensammlung organisiert, um ein zweites Boot zu erwerben. Tânger Corrêa nutzte das Boot, um sich auf die Olympischen Spiele 1992 in Barcelona vorzubereiten, wo er sich seinen Traum von der Teilnahme erfüllte. Bei dem Wettbewerb im Soling errang er den 21. Platz. Sein Versprechen nach seiner Versetzung aus Toronto das Boot an die portugiesische Community zurückzugeben, löste Tânger Correa nicht ein.

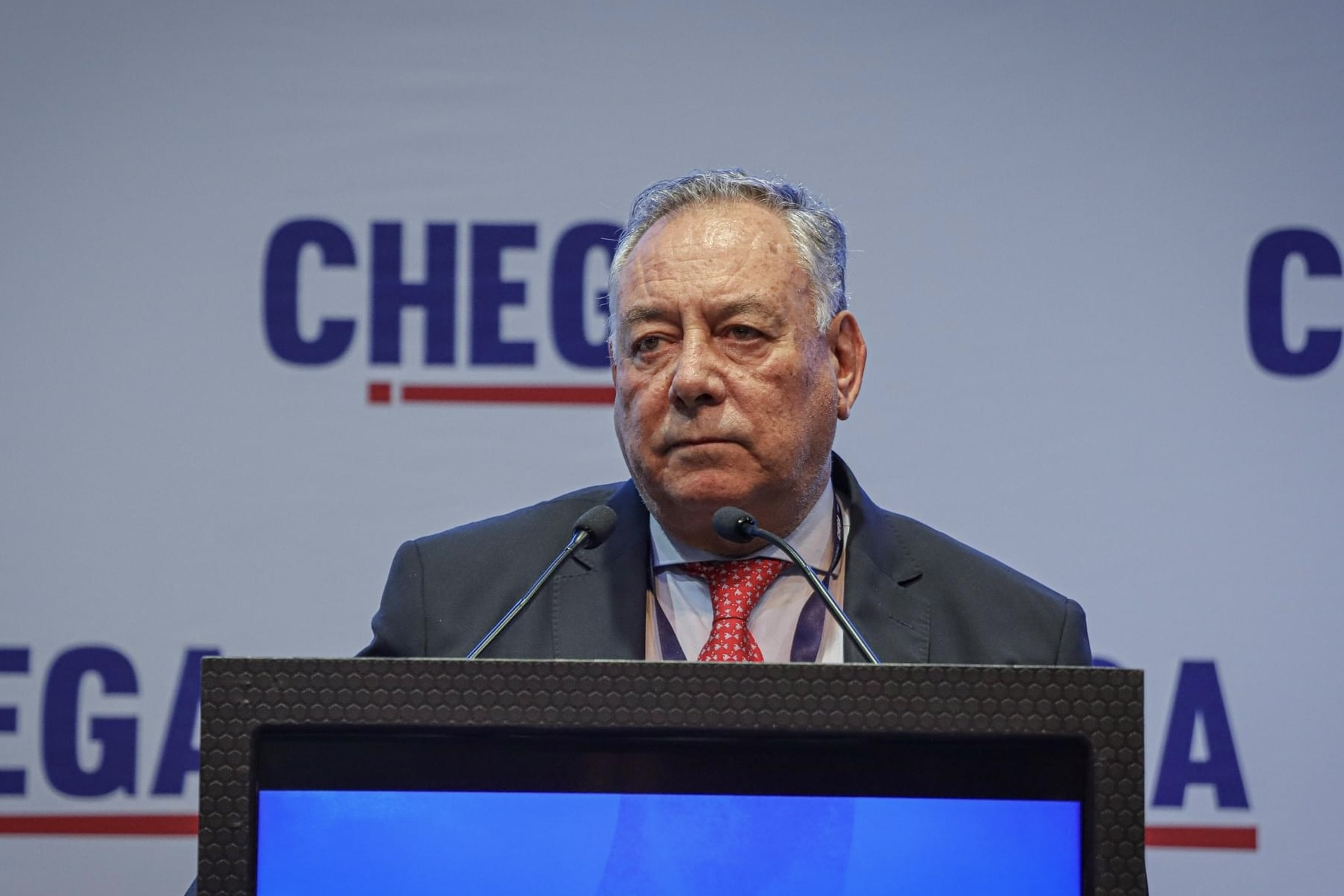
António Tânger Corrêa, seit 2020 erster stellvertretender Vorsitzender der Partei Chega

1993 wurde Tânger Corrêa nach Goa versetzt, wo er im Zuge eines Hauskaufs einen diplomatischen Eklat auslöste, und daraufhin 1996 nach Bosnien-Herzegowina versetzt wurde, um dort bis Oktober 1998 die Ständige Vertretung Portugals zu leiten. Von 1999 bis 2001 leitete er die portugiesische Botschaft in Belgrad (Serbien-Montenegro), von 2001 bis 2003 die Botschaft in Tel Aviv (Israel). Von 2003 bis 2005 war Tânger Corrêa Generalkonsul in Rio de Janeiro (Brasilien) und von 2005 bis 2008 Botschafter in Vilnius (Litauen). Während seiner Zeit in Litauen kam es zu Unregelmäßigkeiten in der Kontenführung der Botschaft und der portugiesische Staat verklagte Tânger Corrêa wegen Verletzung der Sorgfalts- und Loyalitätspflicht, grober Fahrlässigkeit und Desinteresse an der Erfüllung der beruflichen Pflichten. Das Außenministerium suspendierte ihn zunächst für 90 Tage vom diplomatischen Dienst. Letztendlich wurde Tânger Corrêa zu einer geringen Geldstrafe verurteilt, die er über Jahre lang anfochte; das zuständige Gericht entschieden zugunsten keiner der beiden Parteien.
Paulo Portas, CDS-Vorsitzender und Außenminister zwischen 2011 und 2013, holt Tânger Corrêa aus dem Innendienst und ernannte ihn 2012 zum portugiesischen Botschafter in Kairo (Ägypten). Seine letzte Station absolvierte Tânger Correa von 2015 bis 2018 als Botschaft in Katar, bevor er aus Altersgründen in den Ruhestand versetzt wurde.

## Politische Karriere
2020 trat Tânger Corrêa der rechtspopulistischen Partei Chega bei, deren Mitglieder ihn im gleichen Jahr beim Parteitag in Évora zum stellvertretenden Vorsitzenden wählten. Die Mitglieder bestätigten ihn auf den weiteren Parteitagen im Amt.
2024 nominierte die Partei Tânger Corrêa zum Listenplatzersten für die Europawahl 2024. Die Partei gewann 9,79 Prozent der Stimmen und damit zwei der 21 portugiesischen Mandate, sodass Tânger Corrêa ins Europäische Parlament einzog.

## Kontroversen
Nach dem Einmarsch der russischen Truppen in die Ukraine teilte Tânger Corrêa auf Facebook einen Text eines anderen Autors, in dem er seine „Solidarität mit allen Ukrainern“ zum Ausdruck brachte, die „Opfern der unbedachten, idiotischen und gefährlichen (gelinde gesagt) Entscheidungen der Regierung in Kiew“ seien und den „Chor der Wehklagenden“ kritisierte, „die sich nicht empörten, als die Vereinigten Staaten und ihre Verbündeten und die NATO unter falschem Vorwand Tausende von Kilometern entfernte Gebiete angriffen, überfielen und besetzten“, wie Jugoslawien, Afghanistan, Irak und Libyen. Nach Kritik löschte er den Beitrag.
In seinen 2024 veröffentlichten Memoiren Do Transiberiano ao Médio Oriente („Von der Transsib zum Nahen Osten“) beschreibt Tânger Corrêa u. a. seine Zeit als Diplomat in Israel, wo er Anfang September 2001, eine Woche vor dem Al-Qaida-Anschlag auf das World-Trade-Center in New York, eintraf. Er beschreibt, dass man mit einer hohen Zahl von Juden unter den Todesopfern gerechnet hat, dass aber die Zahl am Ende viel niedriger war als geschätzt, weil, so der ehemalige Diplomat, „an diesem Tag weniger Menschen als üblich zur Arbeit erschienen waren“. Und er vermutet, dass „es sich vielleicht um eine mysteriöse Vorwarnung handelte“. Des Weiteren beschreibt Tânger Corrêa in seinem Werk einen angeblichen Plan für eine neue Weltordnung, um die Bevölkerung „einem einzigen Führer auf dem Planeten Erde“ unterzuordnen, der auf dem Davoser Forum unter Beteiligung der jüdischen Rothschild-Familie erkoren sein soll. Die daraufhin geäußerten Kritik, u. a. seitens der Israelischen Botschaft in Lissabon, er verbreite antisemitische Verschwörungsmythen, bestritt Tânger Correa.